# 田宮謙次郎
田宮 謙次郎（たみや けんじろう、1928年2月11日 - 2010年5月5日）は、茨城県下館市（現・筑西市）出身の元プロ野球選手（外野手、投手）・コーチ・監督、解説者、政治家。

## 経歴

### プロ入り前
旧制下館商業卒業後に日本大学に進学。当初、中学時代に取り組んでいた柔道を活かして柔道部へ入る予定であったが、再建を目指す日大野球部が体格に優れた田宮に目を付けて熱心に口説き、田宮は野球部へ入部することになったという。
東都大学野球リーグでは投打兼任で活躍。優勝には届かなかったが、1947年秋季リーグでは打率.427で首位打者に輝く。同季の中大との1回戦では、児玉光彦との継投でノーヒットノーランを達成した。根本陸夫とバッテリーを組む。柔道にも精を出し、二段の腕前だった。
1948年のシーズン終了後に大阪タイガースが大学中退・プロ入りを勧めて交渉を行い、最終的に3年契約を結んだ。大阪の球団代表・富樫興一は「投手で入団しても、打者に転向して成功した者は多い。あなたも投手で入団しなさい。それから打者に転向してもちっとも遅くはない」として、川上哲治・水原茂・藤村富美男・別当薫らの具体例を挙げて口説いたという。
田宮は大阪との交渉を終えて実家に戻ると、翌日に読売ジャイアンツの関係者が入団交渉に来るとの電報が届けられていた。田宮は茨城出身ということもあってもともと巨人ファンで、監督の三原脩自ら交渉に訪れた巨人側も「まだ仮契約の段階。撤回できる」と熱心に誘ったが、田宮は「最初に声をかけてくれたから」と大阪に入団した。一説では、三原に促されて田宮は大阪との契約を破棄するために、契約金である50万円の小切手を持って本郷の清水旅館に宿泊している富樫を訪ねたが、一足先に帰阪しており会えなかったともされる。

### 阪神時代
入団当初は投手として活躍。1年目の1949年から11勝を挙げ、将来のエースとして期待された。1950年3月16日の対国鉄スワローズ戦では9回二死まで1人の走者も出さなかったが、27人目の打者の中村栄の打球が藤村富美男の判断ミスにより内野安打となり、日本初の完全試合どころかノーヒットノーランも逃す結果となった。投手としてはこの「完全試合未遂」が最後の勝利となった。
同年から肩の故障に悩まされ、野手への転向を図る。監督の松木謙治郎は、田宮が太りすぎていたため転向は難しいと考えるが、田宮本人の熱意もあり、体重を減らすように指示して実家に返した。田宮は断食の専門家の指導を受けて、20日に亘る断食ダイエットを行い減量に成功。田宮は松木の指導を受けて打者として急速に成長した。一方の守備では、最初は一塁手をやらされるが不器用でサマにならず、次に痩せてから脚も速くなっていたことから外野手に回されるとうまい具合に合って、正式に外野を守るようになった。
1952年は開幕から右翼手として起用され、外野手として56試合に先発出場。一方で同年も5月末から2試合に投手として先発するが、2連敗と結果を残せなかった。1954年は開幕から中堅手の定位置を獲得し、初めて規定打席に到達して打率.300（リーグ8位）、30盗塁（2盗塁死）の好成績を残す。1955年は打率.288（5位）を記録し、オールスターゲームにも初出場。主に五番打者として起用されたが、藤村富美男に衰えが見えだすと四番打者も務めた。1956年には打率.300（3位）、1957年には打率.308（2位）と37盗塁を記録。1958年には打率.320で首位打者を獲得、大型新人長嶋茂雄の三冠王を阻み、自己最高の62打点（4位）も記録した。

### 移籍騒動
1958年オフ、田宮は同年に取得したA級10年選手制度の権利である「ボーナス受給の権利」「移籍自由の権利」の二者択一からボーナス受給の権利を行使するつもりでいたが、本来はどちらの権利を行使するにしても、3年後の再取得の際にはB級となってボーナス受給の権利のみになるはずだった。しかし当時はこの部分が明文化されておらず、コミッショナー機関が示した「A級権利でボーナスを得て残留すればその選手はA級のままであり、移籍自由の権利は残る」という見解が正式とされてしまった。このため、近い将来移籍する可能性がある選手にボーナスは出せないと考えた阪神球団側はボーナスの金銭交渉に消極的になった。
田宮はボーナスを要求するも、ある程度の金額が得られれば残留を考えていた。阪神側は手取り約800万円を提示するが、この金額はこの年近鉄バファローに移籍した大崎三男が近鉄から受け取った支度金とほぼ同額であった。首位打者を獲得して残留しようとする田宮にとって、シーズンわずか2勝で他球団に放出された大崎と同じ金額のボーナスでは余りに少なかった。この状況を見て、大毎オリオンズ・広島カープ・阪急ブレーブス・近鉄バファローが獲得に乗り出し、大毎は阪神の倍額のボーナスを提示したとされる。慌てた阪神はボーナスの増額を提示するが、"みみっちい"増やし方で問題にならなかったという。最終的に阪神は田宮に契約の意思がないことを通知。やむなく田宮は移籍自由の権利を行使することになる。
田宮は阪神を出るなら千葉茂がいた近鉄へ移ると決めていたとされ、近鉄入団寸前まで行ったが、阪神から大毎に移っていたスカウトの青木一三の強い勧誘や、田宮自身が日本大学出身で東京になじみもあったことから、結局大毎に移籍した。また一時、田宮は阪急への移籍も考えたが、師弟関係でもあった監督の松木に相談すると、阪神と阪急は親会社がライバル関係にあることから、道義的にも感心しないしプレーもやりにくくなることを懸念し、思い切って東京に出た方が良いと、大毎入りを勧めたといわれている。なお、初めから広島へ行く気はなかったという。

### 大毎時代
阪神時代に続いて主に三番、五番打者を任された。1960年には前半戦は二番打者、後半戦は一番を打ち、打率.317（2位）の成績を残した。首位打者を獲得した榎本喜八、本塁打・打点の2冠を獲得した山内一弘（打率は3位）との3人でリーグの打率上位3傑を独占。「ミサイル打線」の一翼を担い、同年のリーグ優勝に大きく貢献した。大洋ホエールズとの日本シリーズでは全4試合に中堅手として出場。チーム日本一はならなかったが、第3戦からは四番打者として起用され、14打数5安打1打点を記録した。同シリーズの敢闘選手賞を獲得。1961年は自己最高となる打率.328（リーグ3位）を残す。1962年も打率.308に到達したが、1963年には本堂保次監督から冷遇されて先発出場が減少。規定打席に到達できず、この年限りで現役を引退。終身打率3割に惜しくも3厘届かなかった。

### 引退後
引退後はTBS・ABC解説者（1964年 - 1967年）、中日ドラゴンズ一軍打撃コーチ（1968年 - 1969年）を経て、1970年からは東映フライヤーズヘッドコーチに就任。松木謙治郎監督の後を受け、同年途中から監督に就任するも全てBクラスに終わり、日拓ホームとなった1973年に前期限りで更迭され、後期からは球団技術顧問となった。
張本勲の著書で「T監督は冷静さを欠いて4回に起用した代打を8回に再び起用しようとした」と評されたほか、主力である白仁天とは犬猿の仲であった。オーナーの西村昭孝からは「田宮監督は選手管理能力が欠けていると言わざるを得ない。これまでの野球界は野球経験者というだけで管理の勉強はしていない。これでは選手を上手く使いこなせるはずがない。」と述べている。また張本は「選手の粒はそろっていた。特に大橋は足は速い、肩はいい、長打力もある。それを田宮謙次郎監督はバットを短く持って打たせた。長く持たせ、打たせたらホームラン王を取っていたかもしれない。すごい素質があったのに阪急へトレードしてしまった。大橋の加入で阪急はより強くなった。」と述べている。
1971年にはフロントに外国人選手の補強を提言したが、かねてからチャック・タナーと親交があったため、オープン戦の指揮をカールトン半田コーチにゆだねて渡米。
1971年オフ、南海の選手兼任監督だった野村克也に電話をかけ「うちのキャッチャーが欲しいと。」と言い、野村は江本孟紀のことは目をつけていたが、すぐに名前を出すと足元を見られると思って3日間我慢してから電話をかけ、その時もわざと名前を言わずに『あの背の高い右投手』とか言ってはぐらかし、東映江本と佐野嘉幸、南海高橋博士の交換トレードが実現した。
1973年には半田が渡米することになっていたが、急遽、オープン戦序盤の指揮を半田に託し、田宮自らがアメリカに行くことが決定。渡米前の打ち合わせで「右の外野手」をターゲットとして数名の候補者を決定しており、到着後はフロリダ州サラソタのシカゴ・ホワイトソックスのキャンプに合流してタナーの案内の下、候補となっていた選手を直接、自分の目で確認した。
監督生活の傍ら、自動車修理工場を経営しており、オートレースの八百長容疑で逮捕され（黒い霧事件）、球界を去っていた葛城隆雄が勤務していた。
日拓退団後はTBS・ABC解説者（1974年 - 1987年）の活動を再開し、野太い声で明確な解説を行う傍ら、自費でアメリカへ渡ってコーチ留学した。
1978年オフには、阪神が後藤次男の後任監督として候補に挙がり、就任要請を受諾したが、小津正次郎の意向により、白紙となった。
1983年には母校・日大の特別コーチを務め、朝9時半からの特打を夕方まで、精力的に動き回るなど後輩を鍛えた。
1984年からは阪神のOB会会長を18年間務め、歯に衣着せぬ物言いで名物会長として親しまれた。一方で1999年に監督に就任した野村克也とは激しく対立し、野村がOB会総会を欠席する事態にまで発展した。
1998年には古巣・阪神のヘッドコーチに就任するが、5月6日に左足太腿肉離れでベンチを外れて治療に専念するため試合前休養となる。6月15日には村山実監督との関係が悪化したこともあり、辞任と同時にフロント入りした。ヘッドコーチ就任は岡崎義人球団社長が村山へ監督就任の要請した日と同じ日、東京・世田谷にいる田宮に電話して要請したものであり、村山の意向はさておき、先に田宮就任が内定した。
1994年から1995年までは台北に赴任し、台湾CPBL・味全ドラゴンズ監督を務めた。
2000年には郷里・下館市議会議員に当選し、1期で引退。
2002年1月には市民栄誉賞を受賞し、野球殿堂入りも果たした。
自身の名を冠した野球大会の主催や中学硬式クラブチームの顧問など、長らく地元のアマチュア野球普及に力を尽くし、同郷の後輩の井川慶の後見人にもなっていた。
2010年5月5日午前10時42分、脳内出血のため茨城県筑西市の病院で死去。82歳没。

## エピソード
- 俳優・田宮二郎の芸名の由来となった人物である。田宮二郎はデビュー当初、本名の柴田吾郎名義で活動していたがなかなか芽が出なかったため、大映社長で大毎オリオンズオーナーだった永田雅一が田宮にあやかって強制的に命名した。その後、田宮は東映監督就任直後に田宮二郎と週刊ベースボール誌上で対談を行っている[18]。

## 詳細情報

### 年度別打撃成績
| 年 度      | 球 団      | 試 合 | 打 席 | 打 数 | 得 点 | 安 打 | 二 塁 打 | 三 塁 打 | 本 塁 打 | 塁 打 | 打 点 | 盗 塁 | 盗 塁 死 | 犠 打 | 犠 飛 | 四 球 | 敬 遠 | 死 球 | 三 振 | 併 殺 打 | 打 率 | 出 塁 率 | 長 打 率 | O P S |
| ---------- | ---------- | ----- | ----- | ----- | ----- | ----- | -------- | -------- | -------- | ----- | ----- | ----- | -------- | ----- | ----- | ----- | ----- | ----- | ----- | -------- | ----- | -------- | -------- | ----- |
| 1949       | 大阪       | 40    | 71    | 66    | 7     | 12    | 2        | 0        | 1        | 17    | 6     | 0     | 0        | 0     | --    | 3     | --    | 2     | 21    | --       | .182  | .239     | .258     | .497  |
| 1950       | 大阪       | 19    | 21    | 20    | 1     | 4     | 1        | 0        | 0        | 5     | 2     | 0     | 0        | 0     | --    | 1     | --    | 0     | 2     | 1        | .200  | .238     | .250     | .488  |
| 1951       | 大阪       | 6     | 2     | 2     | 0     | 0     | 0        | 0        | 0        | 0     | 0     | 0     | 0        | 0     | --    | 0     | --    | 0     | 1     | 0        | .000  | .000     | .000     | .000  |
| 1952       | 大阪       | 94    | 213   | 190   | 20    | 47    | 8        | 2        | 7        | 80    | 34    | 6     | 0        | 4     | --    | 14    | --    | 5     | 17    | 0        | .247  | .316     | .421     | .737  |
| 1953       | 大阪       | 80    | 217   | 189   | 24    | 44    | 6        | 0        | 3        | 59    | 17    | 14    | 3        | 2     | --    | 17    | --    | 9     | 24    | 1        | .233  | .326     | .312     | .638  |
| 1954       | 大阪       | 125   | 437   | 393   | 63    | 118   | 26       | 6        | 7        | 177   | 60    | 30    | 2        | 4     | 5     | 26    | --    | 9     | 50    | 1        | .300  | .357     | .450     | .808  |
| 1955       | 大阪       | 117   | 458   | 427   | 41    | 123   | 25       | 2        | 4        | 164   | 43    | 21    | 14       | 0     | 0     | 20    | 1     | 11    | 48    | 5        | .288  | .336     | .384     | .720  |
| 1956       | 大阪       | 126   | 500   | 454   | 58    | 136   | 33       | 12       | 11       | 226   | 42    | 25    | 14       | 0     | 0     | 40    | 6     | 6     | 70    | 8        | .300  | .364     | .498     | .862  |
| 1957       | 大阪       | 110   | 442   | 390   | 62    | 120   | 23       | 8        | 12       | 195   | 56    | 37    | 5        | 0     | 4     | 40    | 6     | 8     | 40    | 2        | .308  | .384     | .500     | .884  |
| 1958       | 大阪       | 120   | 459   | 387   | 57    | 124   | 33       | 9        | 11       | 208   | 62    | 12    | 4        | 2     | 4     | 60    | 20    | 6     | 28    | 6        | .320  | .419     | .537     | .957  |
| 1959       | 大毎       | 124   | 511   | 454   | 72    | 130   | 32       | 1        | 9        | 191   | 54    | 21    | 7        | 1     | 4     | 40    | 5     | 12    | 41    | 17       | .286  | .360     | .421     | .780  |
| 1960       | 大毎       | 133   | 558   | 479   | 61    | 152   | 28       | 9        | 12       | 234   | 62    | 13    | 6        | 5     | 3     | 59    | 9     | 12    | 41    | 13       | .317  | .405     | .489     | .894  |
| 1961       | 大毎       | 130   | 560   | 509   | 83    | 167   | 35       | 1        | 11       | 237   | 71    | 6     | 3        | 0     | 4     | 39    | 3     | 8     | 32    | 11       | .328  | .385     | .466     | .851  |
| 1962       | 大毎       | 132   | 520   | 477   | 58    | 147   | 17       | 2        | 11       | 201   | 49    | 1     | 2        | 0     | 1     | 34    | 2     | 8     | 29    | 20       | .308  | .364     | .421     | .786  |
| 1963       | 大毎       | 132   | 403   | 370   | 35    | 103   | 15       | 3        | 7        | 145   | 39    | 4     | 1        | 0     | 2     | 23    | 1     | 8     | 23    | 10       | .278  | .334     | .392     | .726  |
| 通算：15年 | 通算：15年 | 1488  | 5372  | 4807  | 642   | 1427  | 284      | 55       | 106      | 2139  | 597   | 190   | 61       | 18    | 27    | 416   | 53    | 104   | 467   | 95       | .297  | .365     | .445     | .810  |

- 各年度の太字はリーグ最高

### 年度別投手成績
| 年 度     | 球 団     | 登 板 | 先 発 | 完 投 | 完 封 | 無 四 球 | 勝 利 | 敗 戦 | セ 丨 ブ | ホ 丨 ル ド | 勝 率 | 打 者 | 投 球 回 | 被 安 打 | 被 本 塁 打 | 与 四 球 | 敬 遠 | 与 死 球 | 奪 三 振 | 暴 投 | ボ 丨 ク | 失 点 | 自 責 点 | 防 御 率 | W H I P |
| --------- | --------- | ----- | ----- | ----- | ----- | -------- | ----- | ----- | -------- | ----------- | ----- | ----- | -------- | -------- | ----------- | -------- | ----- | -------- | -------- | ----- | -------- | ----- | -------- | -------- | ------- |
| 1949      | 大阪      | 34    | 20    | 8     | 0     | 1        | 11    | 7     | --       | --          | .611  | 702   | 159.2    | 169      | 14          | 57       | --    | 7        | 61       | 1     | 2        | 103   | 81       | 4.56     | 1.42    |
| 1950      | 大阪      | 6     | 5     | 1     | 1     | 1        | 1     | 2     | --       | --          | .333  | 96    | 23.0     | 25       | 4           | 8        | --    | 1        | 13       | 0     | 0        | 18    | 16       | 6.26     | 1.43    |
| 1951      | 大阪      | 5     | 1     | 0     | 0     | 0        | 0     | 1     | --       | --          | .000  | 54    | 10.1     | 20       | 0           | 3        | --    | 0        | 0        | 0     | 1        | 9     | 7        | 5.73     | 2.23    |
| 1952      | 大阪      | 5     | 2     | 1     | 0     | 0        | 0     | 2     | --       | --          | .000  | 60    | 13.0     | 16       | 1           | 6        | --    | 1        | 2        | 0     | 0        | 8     | 7        | 4.85     | 1.69    |
| 通算：4年 | 通算：4年 | 50    | 28    | 10    | 1     | 2        | 12    | 12    | --       | --          | .500  | 912   | 206.0    | 230      | 19          | 74       | --    | 9        | 76       | 1     | 3        | 138   | 111      | 4.85     | 1.48    |

### 年度別監督成績
- 通算155勝209敗21引分勝率.426

### タイトル
- 首位打者：1回 （1958年）
- 最多出塁数：1回（1958年）

### 表彰
- ベストナイン：5回 （外野手部門：1956年 - 1958年、1960年、1961年）
- 野球殿堂競技者表彰（2002年）
- 日本シリーズ敢闘賞：1回 （1960年）
- オールスターゲームMVP：1回 （1961年 第2戦）
- 筑西市市民栄誉賞 （2002年）[19]

### 記録
節目の記録
- 1000試合出場：1960年5月29日 ※史上53人目

その他の記録
- オールスターゲーム出場：7回 （1955年 - 1958年、1960年 - 1962年）

### 背番号
- 28 （1949年）
- 6 （1950年 - 1951年）
- 22 （1952年 - 1958年、1960年途中 - 1963年）
- 9 （1959年 - 1960年途中）
- 67 （1968年 - 1969年）
- 40 （1970年）
- 41 （1971年）
- 50 （1972年 - 1973年）
- 70 （1988年、1994年）
- 32 （1995年）